# Redouane Meziani
Redouane Meziani (en arabe : رضوان مزياني) est un footballeur algérien né le 20 octobre 1976 à Tlemcen. Il évoluait au poste de milieu de terrain.

## Biographie
Il évolue en première division algérienne avec les clubs du WA Tlemcen, du MC Oran et du Paradou AC.

## Palmarès
| WA Tlemcen - Coupe d'Algérie (2) : - Vainqueur : 1997-98 et 2001-02. - Finaliste : 1999-00. - Coupe des clubs champions arabes (1) : - Vainqueur : 1998. |  | Paradou AC - Championnat d'Algérie D2 : - Vice-champion : 2004-05. |